# Mikuni Shimokawa
 (janvier 2018).
Si vous disposez d'ouvrages ou d'articles de référence ou si vous connaissez des sites web de qualité traitant du thème abordé ici, merci de compléter l'article en donnant les références utiles à sa vérifiabilité et en les liant à la section « Notes et références ».
Mikuni Shimokawa (下川 みくに, Shimokawa Mikuni) est une chanteuse de J-pop japonaise née le 19 mars 1980 à Shizunai dans le district de Hidaka à Hokkaidō. Elle mesure1,55 m. Elle est joueuse de piano ambidextre. Mikuni a sorti cinq albums de musique et onze singles. Ancienne membre du girl group Checkicco, elle écrit ses textes et officie beaucoup dans les anime, étant la chanteuse attitrée des anime Fullmetal Panic! et de ses suites, de Grenadier et ayant sorti deux albums dédiés aux chansons d'anime.
Elle a également tenu un rôle de seiyū dans un épisode de Fullmetal panic? fumoffu.

## Carrière
- En 1998, elle est retenue avec Rina Tanaka et Miki Yahagi lors de la première audition de l'émission 「DAIBAッテキ!!」 (DAIBA-tteki) visant à recruter des membres pour un groupe. Ainsi nait チェキッ娘 (chekikko, officiellement traduit en Checkicco, abrégé en CXCO?). Le nom signifie « Les filles Check it » — dans le sens, « c'est super, essaye » —), dont Mikuni sera le membre numéro 2 (ID002). Ce groupe durera un an, du 9 octobre 1998 au 3 novembre 1999. Le groupe refit un spectacle le 9 août 2004.
- Acclamée pour ses performances, elle prend lentement ses distances au bout de 6 mois et commence en parallèle une carrière solo (elle sera la seule du groupe).
- De par la présence récurrente de thèmes chers à l'animation, elle a été plusieurs fois sélectionnée pour réaliser des génériques d'anime puis a été amenée à faire des albums spécifiquement tournés vers ce thème.

## Couvertures médiatiques
Elle a fait l'objet d'articles dans:
- DUNK
- ザッピイ (Zappii)
- アップトゥボーイ (Apputō bōi, trad. supposée: Up to boy)

## Disques

### Albums
1. 39(サンキュ) (C'est un jeu de mots. 3 - 9 se prononce san - kyu, façon de prononcer Thank you par les Japonais)
2. 392～mikuni shimokawa BEST SELLECTION～ (avec deux 'L')(les kanji de 3 (三), 9 (九) et 2 (二) peuvent également se lireMikuni.
3. In Review ～下川みくに青春アニソンカバ-アルバム～ (~shimokawa mikuni seishun anison kabā arubamu~, ～Seishun Anime Songs Cover Album～ - Album de remakes de génériques d'anime)
4. キミノウタ (kimi no uta, Tes chansons)
5. BEST ALBUM "Mikuni Shimokawa Singles & Movies"
6. Mikuni Shimokawa Remember ～青春アニソンハウスアルバム～ (Mikuni Shimokawa Remember ～seishun anison hausu arubamu～, Remember ～Seishun Anime Songs House Album～ - Album de remakes de génériques d'anime)
7. さよならも言えなかった夏 (Sayonara Moie nakatta Natsu)
8. Reprise~SHIMOKAWA MIKUNI ANISON BEST~下川みくに - Reprise～下川みくにアニソンベスト～[2007/12/19]
9. 9-Que!! SHIMOMAWA MIKUNI SELF COVER ALBUM - 9-Que!! 下川みくにセルフカバーアルバム
10. Heavenly
11. Replay~SHIMOKAWA MIKUNI Seishun anison cover III~ - Replay~下川みくに青春アニソンカバーIII~